# André Asselin
André Asselin   (Montreal, 25 de febrer de 1923 - Montreal, 26 de gener de 2012) va ser un pianista i compositor canadenc.

## Biografia
El nebot del tenor Pierre-Aurèle Asselin i la soprano Marie-Anne Asselin, va tenir inicialment classes de piano amb Auguste Descarries (1896–1958) i va continuar la seva formació al Conservatori de Toronto amb Ernest Seitz i Lubka Kolessa.
El 1948 va fer una gira per Amèrica del Sud amb una companyia de dansa de l'Òpera de París com a pianista i director. Va actuar en gires de concerts al Canadà i Amèrica del Sud i més tard a França. A principis de la dècada de 1950 es va traslladar a París. Des d'aquí va fer concerts per tot Europa, interpretant, a més del repertori clàssic, principalment obres de compositors canadencs com Violet Archer, Claude Champagne, André i Rodolphe Mathieu, Barbara Pentland, Clermont Pépin, Auguste Descarries, Harry Somers i Healey Willan. El 1987 va tornar a Mont-real.
Asselin va compondre una sèrie d'obres per a piano. Amic d'André Mathieu, va crear el seu Preludi romàntic. El 1962 es va publicar a París el seu llibre Panorama de la musique canadienne.